# 포켓스테이션
포켓스테이션(영어: PocketStation, 일본어: ポケットステーション)은 소니 컴퓨터 엔터테인먼트에서 플레이스테이션의 주변 기기로 발매된 휴대용 게임기로 1999년 1월 23일 일본에서 발매되었다.
메모리 카드와 호환성을 가지며, 플레이스테이션으로부터 전송받은 미니 게임을 즐길 수 있다. 32비트 RISC CPU와 32x32픽셀의 해상도를 가지는 액정이 탑재되었으며, 5개의 입력 버튼과 1개의 리셋 버튼이 배치되어있다. 초기에는 흰색 모델뿐이었지만 후에 크리스털 모델도 발매되었다. 배터리 소모가 빠른것이 단점으로 꼽히고 있다.